# Lucille George-Wout
Lucille Andrea George-Wout (née le 26 février 1950) est une femme politique curaçaoenne qui occupe actuellement le poste de gouverneur de Curaçao depuis le 4 novembre 2013.

## Carrière politique
George-Wout est députée du Partido MAN au Conseil insulaire de Curaçao au début des années 1990. Membre du Parti pour les Antilles restructurées (PAR), elle est présidente du Parlement des Antilles néerlandaises de 1994 à 1998. Elle est également ministre du Travail et des Affaires sociales des Antilles néerlandaises pour le même parti entre 1999 et 2001.
Le 1er novembre 2013, Ronald Plasterk, ministre de l'Intérieur et des Relations du royaume des Pays-Bas, nomme George-Wout gouverneure, sa nomination prenant effet le 4 novembre 2013, devenant deuxième gouverneur de Curaçao. George-Wout doit accepter formellement la fonction lors d'une séance solennelle des États de Curaçao. Elle remplace Frits Goedgedrag, qui a quitté ses fonctions en novembre 2012 en raison de problèmes de santé.
Lucille George-Wout est mariée à Herman George.